# Kanton Arcachon
Kanton Arcachon (fr. Canton d'Arcachon) je francouzský kanton v departementu Gironde v regionu Akvitánie. Tvoří ho pouze jediná obec Arcachon.